# Grande Prêmio dos Países Baixos de 1982
Resultados do Grande Prêmio dos Países Baixos de Fórmula 1 realizado em Zandvoort em 3 de julho de 1982. Nona etapa do campeonato, esta corrida foi realizada num sábado para não coincidir com os jogos da Copa do Mundo de 1982. Neste dia o francês Didier Pironi, da Ferrari, conseguiu a última vitória de sua carreira. Em segundo lugar ficou Nelson Piquet representando a Brabham-BMW e Keke Rosberg chegou em terceiro pela Williams-Ford. 

## Resumo

### Patrick Tambay na Ferrari
Durante as quatro primeiras corridas do ano a Ferrari teve Gilles Villeneuve e Didier Pironi como seus titulares e no Grande Prêmio de San Marino um boicote das equipes ligadas à Associação dos Construtores da Fórmula 1 (FOCA) fez com que apenas quatorze carros alinhassem para a corrida no Autódromo de Ímola. Neste cenário, a quebra das Renault de Alain Prost e René Arnoux resultou numa dobradinha entre os carros da Casa de Maranello com Villeneuve à frente de Pironi. O canadense, acreditando que a ordem dos boxes para "reduzir o ritmo" era um sinal de que as posições seriam mantidas, viu uma ultrapassagem do francês como mera encenação para a torcida. Entretanto, Pironi não devolveu a posição e roubou a vitória de seu companheiro de equipe. Furioso, Gilles Villeneuve fechou o cenho e jurou nunca mais falar com seu mais novo rival. Infelizmente tal situação não pôde ser revertida, pois o canadense morreu num acidente durante os treinos para o Grande Prêmio da Bélgica, forçando a Ferrari a abandonar a corrida em sinal de luto. Alquebrada, a equipe vermelha disputou os grandes prêmios de Mônaco, Detroit e Canadá apenas com Didier Pironi, o qual teria Patrick Tambay ao seu lado a partir de Zandvoort, nos Países Baixos.

### Renault na primeira fila
Numa sexta-feira marcada pelo forte calor e onde nenhum piloto das grandes equipes melhorou o tempo obtido no dia anterior, a Renault manteve a primeira fila com René Arnoux na frente de Alain Prost. Nelson Piquet foi o terceiro com sua Brabham-BMW embora tenha saído da pista em certo momento do treino, enquanto John Watson, líder do campeonato, não passou do décimo primeiro lugar com sua McLaren-Ford. 
Também forçada pelas circunstâncias, a Lotus convocou o brasileiro Roberto Moreno para o lugar de Nigel Mansell, vítima de um acidente na prova de Montreal há três semanas. Submetido aos treinos, Moreno não se classificou para a corrida em sua estreia na Fórmula 1.

### Didier Pironi domina e vence
Após a largada, Prost foi mais esperto que Arnoux e tomou-lhe o primeiro lugar invertendo a dobradinha da Renault enquanto Pironi e Tambay os perseguiam nos bólidos da Ferrari enquanto o campeão mundial Nelson Piquet caiu para o sexto lugar. Originalmente Pironi era o quarto colocado no grid, mas graças ao aprumo de seu equipamento chegou à vice-liderança e perseguiu Alain Prost durante três voltas até assumir a ponta na quinta passagem. Por dez voltas os carros da Renault comboiaram o novo líder, mas tal cenário mudou graças ao bom rendimento de Piquet: num intervalo de dezoito voltas o brasileiro tomou o terceiro lugar de Arnoux e o segundo lugar de Prost, embora em determinado instante da prova tenha ficado a 44 segundos de Didier Pironi. Neste ínterim René Arnoux sofreu um acidente na vigésima segunda volta ao perder uma das rodas na altura da curva Tarzan e colidir violentamente contra uma barreira de pneus. Mesmo atordoado, o piloto nada sofreu. O azar da equipe francesa foi completado na trigésima terceira volta quando estourou o motor de Prost.
No mesmo instante em que a Renault abandonou a corrida a ordem do pódio ficou definida com Didier Pironi (Ferrari), Nelson Piquet (Brabham) e Keke Rosberg (Williams), embora o finlandês tenha reduzido sua desvantagem para menos de oito décimos. Dentre os que vieram a seguir, somente Niki Lauda (McLaren) terminou na mesma volta dos líderes enquanto Derek Daly pôs a outra Williams entre os melhores e Mauro Baldi (Arrows) fechou a zona de pontuação. Tão feliz quanto eles estava Derek Warwick, autor da volta mais rápida pela modesta Toleman-Hart com 1:19.780 na décima terceira volta, uma façanha inédita para a equipe de Ted Toleman e Alex Hawkridge.
Graças à vitória obtida em Zandvoort, Didier Pironi chegou aos 29 pontos, um a menos em relação a John Watson que não pontuou ao chegar em nono. Dentre os construtores a McLaren soma 45 pontos, dez a mais em relação a Ferrari.

## Classificação da prova

### Pré-classificação
| Pos. | Nº | Piloto             | Construtor      | Tempo    | Dif.    |
| ---- | -- | ------------------ | --------------- | -------- | ------- |
| 1    | 35 | Derek Warwick      | Toleman-Hart    | 1:17.890 | —       |
| 2    | 18 | Raul Boesel        | March-Ford      | 1:18.039 | + 0.149 |
| 3    | 17 | Jochen Mass        | March-Ford      | 1:18.580 | + 0.690 |
| 4    | 20 | Chico Serra        | Fittipaldi-Ford | 1:19.131 | + 1.241 |
| 5    | 36 | Teo Fabi           | Toleman-Hart    | 1:19.337 | + 1.447 |
| 6    | 31 | Jean-Pierre Jarier | Osella-Ford     | 1:20.510 | + 2.620 |
| 7    | 19 | Emilio de Villota  | March-Ford      | 1:21.507 | + 3.617 |

### Treinos oficiais
| Pos.    | Nº | Piloto             | Construtor      | Q1       | Q2       | Dif.    |
| ------- | -- | ------------------ | --------------- | -------- | -------- | ------- |
| 1       | 16 | René Arnoux        | Renault         | 1:14.233 | 1:15.791 | —       |
| 2       | 15 | Alain Prost        | Renault         | 1:14.660 | 1:17.456 | + 0.427 |
| 3       | 1  | Nelson Piquet      | Brabham-BMW     | 1:14.723 | s/ tempo | + 0.490 |
| 4       | 28 | Didier Pironi      | Ferrari         | 1:15.825 | 1:16.655 | + 1.592 |
| 5       | 8  | Niki Lauda         | McLaren-Ford    | 1:15.832 | 1:17.653 | + 1.599 |
| 6       | 27 | Patrick Tambay     | Ferrari         | 1:16.154 | 1:17.004 | + 1.921 |
| 7       | 6  | Keke Rosberg       | Williams-Ford   | 1:16.260 | s/ tempo | + 2.027 |
| 8       | 23 | Bruno Giacomelli   | Alfa Romeo      | 1:16.513 | 1:18.051 | + 2.280 |
| 9       | 22 | Andrea de Cesaris  | Alfa Romeo      | 1:16.576 | 1:17.638 | + 2.343 |
| 10      | 2  | Riccardo Patrese   | Brabham-BMW     | 1:16.630 | 1:17.502 | + 2.397 |
| 11      | 7  | John Watson        | McLaren-Ford    | 1:16.700 | 1:18.153 | + 2.467 |
| 12      | 5  | Derek Daly         | Williams-Ford   | 1:16.832 | 1:18.185 | + 2.599 |
| 13      | 35 | Derek Warwick      | Toleman-Hart    | 1:17.094 | 1:18.255 | + 2.861 |
| 14      | 3  | Michele Alboreto   | Tyrrell-Ford    | 1:17.237 | 1:18.362 | + 3.004 |
| 15      | 11 | Elio de Angelis    | Lotus-Ford      | 1:17.620 | 1:17.817 | + 3.387 |
| 16      | 30 | Mauro Baldi        | Arrows-Ford     | 1:18.020 | 1:19.128 | + 3.787 |
| 17      | 29 | Marc Surer         | Arrows-Ford     | 1:19.015 | 1:18.296 | + 4.063 |
| 18      | 9  | Manfred Winkelhock | ATS-Ford        | 1:18.352 | 1:19.092 | + 4.119 |
| 19      | 20 | Chico Serra        | Fittipaldi-Ford | 1:18.438 | 1:19.479 | + 4.205 |
| 20      | 4  | Brian Henton       | Tyrrell-Ford    | 1:18.476 | 1:19.304 | + 4.243 |
| 21      | 26 | Jacques Laffite    | Ligier-Matra    | 1:18.487 | 1:18.478 | + 4.245 |
| 22      | 18 | Raul Boesel        | March-Ford      | 1:18.658 | 1:19.687 | + 4.425 |
| 23      | 31 | Jean-Pierre Jarier | Osella-Ford     | 1:18.953 | 1:19.753 | + 4.720 |
| 24      | 17 | Jochen Mass        | March-Ford      | 1:19.083 | 1:19.907 | + 4.850 |
| 25      | 10 | Eliseo Salazar     | ATS-Ford        | 1:19.120 | 1:20.169 | + 4.887 |
| 26      | 33 | Jan Lammers        | Theodore-Ford   | 1:19.274 | 1:20.427 | + 5.041 |
| 27      | 14 | Roberto Guerrero   | Ensign-Ford     | 1:19.316 | 1:20.361 | + 5.083 |
| 28      | 36 | Teo Fabi           | Toleman-Hart    | 1:20.425 | 1:19.414 | + 5.181 |
| 29      | 25 | Eddie Cheever      | Ligier-Matra    | 1:19.728 | 1:19.646 | + 5.413 |
| 30      | 12 | Roberto Moreno     | Lotus-Ford      | 1:21.149 | 1:22.332 | + 6.916 |
| Fontes: |    |                    |                 |          |          |         |

### Corrida
| Pos.    | Nº | Piloto             | Construtor      | Voltas | Tempo/Diferença        | Grid | Pontos |
| ------- | -- | ------------------ | --------------- | ------ | ---------------------- | ---- | ------ |
| 1       | 28 | Didier Pironi      | Ferrari         | 72     | 1:38:03.254            | 4    | 9      |
| 2       | 1  | Nelson Piquet      | Brabham-BMW     | 72     | + 21.649               | 3    | 6      |
| 3       | 6  | Keke Rosberg       | Williams-Ford   | 72     | + 22.365               | 7    | 4      |
| 4       | 8  | Niki Lauda         | McLaren-Ford    | 72     | + 1:23.729             | 5    | 3      |
| 5       | 5  | Derek Daly         | Williams-Ford   | 71     | + 1 volta              | 12   | 2      |
| 6       | 30 | Mauro Baldi        | Arrows-Ford     | 71     | + 1 volta              | 16   | 1      |
| 7       | 3  | Michele Alboreto   | Tyrrell-Ford    | 71     | + 1 volta              | 14   |        |
| 8       | 27 | Patrick Tambay     | Ferrari         | 71     | + 1 volta              | 6    |        |
| 9       | 7  | John Watson        | McLaren-Ford    | 71     | + 1 volta              | 11   |        |
| 10      | 29 | Marc Surer         | Arrows-Ford     | 71     | + 1 volta              | 17   |        |
| 11      | 23 | Bruno Giacomelli   | Alfa Romeo      | 70     | + 2 voltas             | 8    |        |
| 12      | 9  | Manfred Winkelhock | ATS-Ford        | 70     | + 2 voltas             | 18   |        |
| 13      | 10 | Eliseo Salazar     | ATS-Ford        | 70     | + 2 voltas             | 25   |        |
| 14      | 31 | Jean-Pierre Jarier | Osella-Ford     | 69     | + 3 voltas             | 23   |        |
| 15      | 2  | Riccardo Patrese   | Brabham-BMW     | 69     | + 3 voltas             | 10   |        |
| Ret     | 17 | Jochen Mass        | March-Ford      | 60     | Motor                  | 24   |        |
| Ret     | 33 | Jan Lammers        | Theodore-Ford   | 41     | Motor                  | 26   |        |
| Ret     | 11 | Elio de Angelis    | Lotus-Ford      | 40     | Handling               | 15   |        |
| Ret     | 22 | Andrea de Cesaris  | Alfa Romeo      | 35     | Pane elétrica          | 9    |        |
| Ret     | 15 | Alain Prost        | Renault         | 33     | Motor                  | 2    |        |
| Ret     | 16 | René Arnoux        | Renault         | 21     | Spun off               | 1    |        |
| Ret     | 4  | Brian Henton       | Tyrrell-Ford    | 21     | Regulador              | 20   |        |
| Ret     | 18 | Raul Boesel        | March-Ford      | 21     | Motor                  | 22   |        |
| Ret     | 20 | Chico Serra        | Fittipaldi-Ford | 18     | Sistema de combustível | 19   |        |
| Ret     | 35 | Derek Warwick      | Toleman-Hart    | 15     | Vazamento de óleo      | 13   |        |
| Ret     | 26 | Jacques Laffite    | Ligier-Matra    | 4      | Handling               | 21   |        |
| DNQ     | 14 | Roberto Guerrero   | Ensign-Ford     |        |                        |      |        |
| DNQ     | 36 | Teo Fabi           | Toleman-Hart    |        |                        |      |        |
| DNQ     | 25 | Eddie Cheever      | Ligier-Matra    |        |                        |      |        |
| DNQ     | 12 | Roberto Moreno     | Lotus-Ford      |        |                        |      |        |
| DNPQ    | 19 | Emilio de Villota  | March-Ford      |        |                        |      |        |
| Fontes: |    |                    |                 |        |                        |      |        |

## Tabela do campeonato após a prova
| Pos.    | Piloto           | Pontos |
| ------- | ---------------- | ------ |
| 1       | John Watson      | 30     |
| 2       | Didier Pironi    | 29     |
| 3       | Keke Rosberg     | 21     |
| 4       | Riccardo Patrese | 19     |
| 5       | Alain Prost      | 18     |
| Fontes: |                  |        |

| Pos.    | Construtor    | Pontos |
| ------- | ------------- | ------ |
| 1       | McLaren-Ford  | 45     |
| 2       | Ferrari       | 35     |
| 3       | Williams-Ford | 32     |
| 4       | Renault       | 22     |
| 5       | Brabham-Ford  | 19     |
| Fontes: |               |        |

- Nota: Somente as primeiras cinco posições estão listadas. Entre 1981 e 1990 cada piloto podia computar onze resultados válidos por temporada não havendo descartes no mundial de construtores.